# Куликов Григорій Іванович
Григо́рій Іва́нович Кулико́в (26 листопада 1905 , Більський повіт, Смоленська губернія  — невідомо ) — український радянський діяч, голова Ізмаїльського облвиконкому. Депутат Верховної Ради УРСР 1-го скликання (1941–1947).

## Біографія
Народився 1905 року в селянській родині в селі Кузовльово, тепер Смоленська область, Росія. Працював у селянському господарстві батьків, вступив до комсомолу.
У 1926–1929 роках — студент робітничого факультету в місті Смоленську. У 1929 році працював у колгоспі в рідному селі Кузовльово.
У 1929–1935 роках — студент Ленінградського інституту інженерів-механіків соціалістичного землеробства. Обирався секретарем комітету комсомолу інституту.
Член ВКП(б) з 1932 року.
У 1935–1938 роках — викладач Охтирського технікуму механізації сільського господарства Харківської області.
У 1938 році — 3-й секретар Охтирського районного комітету КП(б)У; голова виконавчого комітету Охтирської районної ради депутатів трудящих Харківської (із 1939 року — Сумської) області.
У січні 1939 — серпні 1940 року — заступник голови Організаційного комітету Президії Верховної Ради УРСР по Сумській області, заступник голови виконавчого комітету Сумської обласної ради депутатів трудящих.
20 серпня 1940 — липень 1941 року — голова виконавчого комітету Аккерманської (Ізмаїльської) обласної ради депутатів трудящих.
Під час німецько-радянської війни перебував у евакуації.
У травні 1944 — квітні 1945 року — голова виконавчого комітету Ізмаїльської обласної ради депутатів трудящих.
У квітні 1945 року за пиятику отримав догану, був знятий із посади голови облвиконкому та направлений в розпорядження ЦК КП(б)У.
Подальша доля невідома.

## Нагороди
- орден Вітчизняної війни 2-го ст. (1.02.1945)
- ордени
- медалі, у тому числі медаль «За оборону Одеси».